# Kodemmachō (metropolitana di Tokyo)
La stazione di Kodemmachō (小伝馬町駅?, Kodenmachō-eki) è una stazione della metropolitana di Tokyo. Si trova nella zona di Nihonbashi nel quartiere di Chūō. La stazione è servita sia dalla linea Hibiya della Tokyo Metro.

## Struttura
La stazione è dotata di un marciapiede a isola centrale con due binari sotterranei.
| 1 | Linea Hibiya | per Ginza, Naka-Meguro e Kikuna,         |
| 2 | Linea Hibiya | per Ueno, Kita-Senju e Tōbu Dōbutsu Kōen |

## Stazioni adiacenti
| «            | Servizio     | »            |
| Linea Hibiya | Linea Hibiya | Linea Hibiya |
| ------------ | ------------ | ------------ |
| Ningyōchō    | -            | Akihabara    |